# Ataa Jaber

Ataa Jaber (en arabe : جابر عطا ; en hébreu : עטאא ג'אבר), né le 3 octobre 1994 à Majd al-Krum (en) (district nord, Israël), est un footballeur palestinien . Il évolue au poste de milieu défensif au Neftchi Bakou.
Il remporte la Coupe d'Israël en 2016 avec le club du Maccabi Haïfa.

## Biographie

### En équipe nationale
Avec les espoirs, il participe aux éliminatoires du championnat d'Europe espoirs 2017, en officiant comme capitaine. À cette occasion, il délivre une passe décisive contre la Grèce en mars 2016.

## Palmarès
- Vainqueur de la Coupe d'Israël en 2016 avec le Maccabi Haïfa